# U-21号潜艇 (1936年)
U-21号（德語：U 21）是纳粹德国战争海军建造的二十艘II-B型近岸潜艇（或称U艇）之一。它由基尔的日耳曼尼亚船厂承建，于1936年7月31日下水，至同年8月3日交付使用。第二次世界大战期间，该艇曾执行过七次巡逻作战，共计击沉5艘同盟国或中立国商船、击伤1艘英国军舰，累积总吨位为22,206吨。1944年8月5日，U-21号在皮劳退役并拆作备件，至次年4月25日被苏联红军俘获后拆解报废。

## 设计
II级潜艇是从一战中德意志帝国海军的UB级和UF级近岸潜艇发展而来。其外观尺寸小，造价便宜且易于生产，在很短时间内便能造好。这款艇具在设计上吸收了为芬兰海军定制的欧洲水鼬号的优点，是非常出色的训练艇。但由于它们体积较小，在海面上容易剧烈颠簸，因此也被德国人戏称为“独木舟”（Einbaum）。尽管如此，一些II级艇在训练任务与战斗行动中表现相当出色，许多II级艇的衍生型号也相继被建造出来。
U-21号是一款用于近岸水域作战的II-B型单壳体潜艇。它可视作II-A型的加长版，附加的柴油舱增加了贮油量，航程也因此得到增加。其全长42.7米，舷宽4.08米，高8.6米，并有3.9米的吃水深度。水上和水下排水量则分别为279吨和328吨，惟官方提供的标准吨位为250吨。艇只采用两台曼海姆发动机厂（MWM）生产的六缸四冲程350匹公制馬力（260千瓦特）柴油机用于水面运行，以及两台各配备36个AFA蓄电池组的180匹公制馬力（130千瓦特）西门子-舒克特（SSW）电动发电机用于水下航行；水面最高航速12節（22每小時），水下7節（13每小時）；能够在水面以8節（15每小時）航速续航3,800海里（7,000），或以4節（7.4每小時）连续在水下航行43海里（80）而无需充电。它有两个轴和两副直径为0.85米的螺旋桨，具备在80－150米的深度运行的能力，紧急下潜需时30秒。
武器装备方面，U-21号在艇艏内置有三具管径为533毫米的鱼雷发射管，呈倒三角形布置，其中左舷一具、右舷一具、底部的中线上还有一具；它们合共配备5枚G7型鱼雷，或可携带最多12枚TMA水雷。此外，该艇还搭载有一门20毫米30式高射炮作为甲板炮。其标准船员编制为3名军官及22名水兵。

## 历史
1935年2月2日，海军造舰局正式将第二批次八艘II-B型潜艇（U-17至U-24号）的建造合同发包予基尔的日耳曼尼亚船厂。但由于违反了禁止德国拥有潜艇的《凡尔赛条约》条款，U-21号直至1936年3月4日、即解除德国海军军备限制的《英德海军协定》生效后才开始铺设龙骨，同年7月31日下水，至8月3日在兼任U-7号艇长的海军上尉库尔特·弗赖瓦尔德的指挥下交付使用。完成海试后，该艇被编入驻基尔的韦迪根潜艇区舰队（后改称第1潜艇区舰队）服役，于1937年之前一直作为预备艇，继而担任前线艇直至1940年。它自1940年7月1日起转配驻皮劳的第21潜艇区舰队司职教学艇，并于1944年8月5日退役并拆作备件，至次年4月25日被苏联红军俘获后拆解报废。第二次世界大战期间，U-21号完成了七次巡逻，共计击沉5艘合共10,706总吨的同盟国或中立国商船，另曾击伤1艘排水量为11,500吨的英国军舰。

### 作战巡逻
1939年8月25日，U-21号在海军上尉弗里茨·弗劳恩海姆的指挥下从威廉港启程执行首次作战巡逻，奉命观察荷兰海岸附近的航运情况。当德国正式宣战后，该艇便于9月3日被召回，至5日凌晨返抵威廉港。在这次为期十二天的行动中，没有任何舰船沉没或损坏。第二次巡逻紧接着于9月9日启动，任务是前往苏格兰东岸的北海海域游曳。在行经荷兰的斯希蒙尼克岛以北约23海里（43）时，皇家海军潜艇厄休拉号向U-21号和U-35号发射了英国在战争中的首批五枚鱼雷，但均告射失。U-21在历经二十三天后返回威廉港，是次行动同样一无所获。
U-21号于1939年10月22日凌晨03:00离开基尔执行第三次巡逻，至11月8日晚上22:35返回。在福斯湾为期十八天的布雷行动中，弗劳恩海姆在编号为AN-0537的海军网格内共敷设了九枚水雷，造成1艘英国商船沉没、1艘英国军舰受损；此外，该艇还曾于11月4日在多格滩附近遭到英国潜艇海狮号发射六枚鱼雷袭击，但均未命中。水雷的首个受害者是排水量为11,500吨的英国轻巡洋舰贝尔法斯特号，它于11月21日上午在福斯湾的五月岛对开海面触雷，爆炸击穿了舰只后部，造成严重破坏，并导致21名官兵受伤，其中1人于11月30日伤重死亡。但贝尔法斯特号并未沉没，仍可被拖至罗塞斯接受修复。1940年2月24日，从FN-100号护航船队中分散的英国货轮皇家弓箭手号（Royal Archer，2,266总吨）也撞上了U-21号敷设的水雷，并在福斯湾附近沉没。船长及26名船员被随后赶到的单桅战船韦斯顿号救起。
1939年11月下旬至12月下旬的第四、第五次巡逻都是前往苏格兰东岸的北海海域游曳。在这两趟行动中，弗劳恩海姆率领U-21号共击沉三艘北欧籍商船。其中注册吨位为4,260吨、无护航且中立的芬兰货轮墨卡托号（Mercator）于12月1日凌晨04:53在巴肯角东南约12海里（22）被U-21号的一枚鱼雷击中前桅附近，六分钟后沉没，1名船员失踪。弗劳恩海姆在十三分钟前才用灯光发现了这艘船，并因无法识别国籍而发动袭击。12月21日06:50，U-21号又发现了两艘亮着灯的轮船，但没有看到国籍标识。至07:25，第一艘瑞典煤船玛尔斯号（Mars，1,475总吨）在五月岛东北偏东处被一枚鱼雷击中，并于90秒内沉没。第二艘煤船，同样是来自瑞典的卡尔·亨克尔号（Carl Henckel，1,352总吨）则于07:42被一枚鱼雷击中并停止，但仍在海上漂浮，弗劳恩海姆遂于10:16分给予致命一击。翌日，玛尔斯号的唯一幸存者和第二艘船上的7名幸存者被一艘挪威商船送往克里斯蒂安桑。
海军上尉沃尔夫-哈罗·施蒂布勒指挥了U-21号于1940年的最后两次巡逻，但仅在1月27日至2月9日的第六次巡逻期间取得过一记战功：1月31日19:54，无护航且中立的丹麦货轮维达号（Vidar，1,353总吨）在马里湾以东约100海里（190）处被U-21发射的鱼雷击中，并于第二天沉没。34名船员中有16人遇难。U-21号于3月21日下午14:15离开威廉港，前往挪威南部附近的北海海域执行第七次巡逻。3月26日23:30，该艇因导航错误而在挪威海岸的奥德克努彭岛附近搁浅，无法松脱。它被挪威当局扣留，于3月28日重新浮上水面，拖到曼达尔，至4月12日进一步拖抵克里斯蒂安桑，船员们也被拘禁在那里。随着德国在威悉演习行动中占领挪威，U-21号重归德国海军，并于4月16日晚上驶离克里斯蒂安桑，至4月20日抵达基尔，此后改作训练艇。

## 袭击历史摘要
| 日期           | 船名          | 船籍         | 吨位   | 结局         |
| -------------- | ------------- | ------------ | ------ | ------------ |
| 1939年11月21日 | 贝尔法斯特号  | 英國皇家海軍 | 11,500 | 击伤（触雷） |
| 1939年12月1日  | 墨卡托号      | 芬兰         | 4,260  | 击沉         |
| 1939年12月21日 | 卡尔·亨克尔号 | 瑞典         | 1,352  | 击沉         |
| 1939年12月21日 | 玛尔斯号      | 瑞典         | 1,475  | 击沉         |
| 1940年1月31日  | 维达号        | 丹麦         | 1,353  | 击沉         |
| 1940年2月24日  | 皇家弓箭手号  | 英国         | 2,266  | 击沉（触雷） |

## 脚注
1. ↑  威廉生，第6頁.
2. ↑  威廉生，第6–7頁.
3. 1 2  Gröner 1991，第39–40頁.
4. ↑  Helgason, Guðmundur. . German U-boats of WWII - uboat.net.   [2023-11-10]. （原始内容存档于2022-12-09）.
5. 1 2  Helgason, Guðmundur. . German U-boats of WWII - uboat.net.   [2023-11-10]. （原始内容存档于2021-09-18）.
6. ↑  Helgason, Guðmundur. . German U-boats of WWII - uboat.net.   [2023-11-10]. （原始内容存档于2021-10-27）.
7. ↑  Helgason, Guðmundur. . German U-boats of WWII - uboat.net.   [2023-11-10]. （原始内容存档于2021-10-27）.
8. ↑  Helgason, Guðmundur. . German U-boats of WWII - uboat.net.   [2023-11-10]. （原始内容存档于2021-10-27）.
9. ↑  Helgason, Guðmundur. . German U-boats of WWII - uboat.net.   [2023-11-10]. （原始内容存档于2022-11-27）.
10. ↑  Helgason, Guðmundur. . German U-boats of WWII - uboat.net.   [2023-11-10]. （原始内容存档于2022-12-06）.
11. ↑  Helgason, Guðmundur. . German U-boats of WWII - uboat.net.   [2023-11-10]. （原始内容存档于2021-10-27）.
12. ↑  Helgason, Guðmundur. . German U-boats of WWII - uboat.net.   [2023-11-10]. （原始内容存档于2021-10-27）.
13. ↑  Helgason, Guðmundur. . German U-boats of WWII - uboat.net.   [2023-11-10]. （原始内容存档于2022-09-30）.
14. ↑  Helgason, Guðmundur. . German U-boats of WWII - uboat.net.   [2023-11-10]. （原始内容存档于2022-12-09）.
15. ↑  Helgason, Guðmundur. . German U-boats of WWII - uboat.net.   [2023-11-10]. （原始内容存档于2023-02-06）.
16. ↑  Helgason, Guðmundur. . German U-boats of WWII - uboat.net.   [2023-11-11]. （原始内容存档于2023-06-04）.
17. ↑  Helgason, Guðmundur. . German U-boats of WWII - uboat.net.   [2023-11-11]. （原始内容存档于2022-12-06）.
18. ↑  Helgason, Guðmundur. . German U-boats of WWII - uboat.net.   [2023-11-11]. （原始内容存档于2021-10-27）.